# Вотроса (деревня)
Вотроса — деревня в Пестовском районе Новгородской области России. Входит в состав Пестовского сельского поселения.

## География
Деревня находится в восточной части Новгородской области, в подзоне южной тайги, на правом берегу реки Вотросы, при автодороге 49Н-1446, на расстоянии примерно 12 километров (по прямой) к северу от Пестова, административного центра района. Абсолютная высота — 122 метра над уровнем моря.

### Климат
Климат района характеризуется как умеренно континентальный, влажный, с нежарким коротким летом и умеренно холодной зимой. Среднегодовая многолетняя температура воздуха составляет 3,7 °С. Средняя многолетняя температура самого холодного месяца (января) составляет −8,7 — −7,9 °С; самого тёплого месяца (июля) — 16,9 — 17,8 °C. Безморозный период длится 125—130 дней. Продолжительность периода активной вегетации растений (со среднесуточной температурой воздуха выше 10 °C) составляет 115—130 дней. Среднегодовое количество атмосферных осадков — 550—600 мм, из которых большая часть выпадает в тёплый период. Снежный покров держится в течение 140 дней.

### Часовой пояс
Деревня Вотроса, как и вся Новгородская область, находится в часовой зоне МСК (московское время). Смещение применяемого времени относительно UTC составляет +3:00.

## Население
| 2010 |
| ---- |
| 62   |

Согласно результатам переписи 2002 года, в национальной структуре населения русские составляли 91 % из 87 чел.